# Хейнцельман, Самуэль
Самуэль Питер Хейнцельман (англ. Samuel Peter Heintzelman) (30 сентября 1805 — 1 мая 1880) — американский военный, участник Семинольской войны, Мексиканской войны и генерал армии Союза во время гражданской войны в США. Был известен в первые годы войны, когда командовал III корпусом Потомакской армии.

## Ранние годы
Хенцельман родился в пенсильванском городке Манхейм, в семье Питера и Энн-Элизабет Хейнцельман. Его дед, Иеронимус Хейнцельман, родился в баварском Аугсбурге, откуда переехал в Англию, участвовал в звании офицера во франко-индейской войне, а после войны остался в Пенсильвании, где женился на Кэтрин-Элизабет Вагнер. В 1758 году у него родился сын Питер, отец Самуэля Хейнцельмана.
В 1822 году Хейнцельман поступил в военную академию Вест-Пойнт и окончил её 17-м по успеваемости в выпуске 1826 года. В 1824 году, ещё во время обучения, ему пришло известие о смерти отца.
Он был определён в 3-й пехотный полк в звании второго лейтенанта, а затем был переведен во 2-й пехотный полк. Он служил на северной границе в форте Гратиот, форте Маккинак и форте Брэнди. 4 марта 1833 года получил звание первого лейтенанта и служил квартирмейтером во время Семинольской войны. 7 июля 1838 года Хейнцельман стал капитаном квартирмейстерского департамента.
Хейнцельман принял участие в мексиканской войне, 12 сентября 1847 участвовал в сражении при Хуамантла, за что 9 октября ему было присвоено временное звание майора. После войны служил в Калифорнии, получил временное звание подполковника (19 декабря 1851) и постоянное звание майора регулярной армии (3 марта 1855 года).

## Гражданская война
Когда началась война, Хейнцельман стал полковником 17-го пехотного полка (14 мая 1861 года), а через 3 дня получил звание бригадного генерала добровольческой армии США. Он командовал Вашингтонским департаментом и руководил захватом Александрии и Арлингтонских высот. Когда начался поход на Ричмонд, Хейнцельман стал командиром дивизии, которая состояла из трех бригад:
- Бригада Уильяма Франклина
- Бригада Орландо Уилкокса
- Бригада Оливера Ховарда

Эта дивизия приняла участие в первом сражении при Булл-Ран, где Хейнцельман был ранен.
В августе 1861 года Хейнцельман командовал бригадой, которая состояла из четырёх пехотных полков и батареи:
- 5-й Мэнский пехотный полк, полковник Марк Даннелл
- 16-й Нью-Йоркский пехотный полк, полковник Томас Дэвис
- 26-й Нью-Йоркский пехотный полк, полковник Уильям Кристиан
- 27-й Нью-Йоркский пехотный полк, полковник Джозеф Бартлетт
- 2-й артиллерийский полк, батарея А, капитан Тидбалл

3 октября 1861 года была сформирована дивизия из бригад Ричардсона, Седжвика и Джеймсона, и Хейнцельман возглавил эту дивизию.
Когда в марте 1862 года были сформированы первые корпуса Потомакской армии, Хейнцельман был назначен первым командиром III корпуса. Корпус состоял из трех дивизий, которыми командовали: Джозеф Хукер, Чарльз Гамильтон и Фицджон Портер. 5 мая 1862 года Хейнцельман получил звание генерал-майора добровольческой армии.
Корпус был отправлен на Вирджинский полуостров, где был активно задействован в сражении при Йорктауне. В ходе того сражение Хейнцельман впервые использовал воздухоплавательный корпус для наблюдения за противником. Впоследствии корпус участвовал в сражениях при Уильямсберге, при Севен-Пайнс и при Оак-Гроув. 31 мая 1862 года Хейнцельман получил временное звание бригадного генерала регулярной армии за Феир-Оакс. (Позже, 13 марта 1865 года, Хейнцельману присвоили временное звание генерал-майора регулярной армии за Уильямсберг.)
В августе 1862 года корпус Хейнцельмана был временно придан Вирджинской армии и принял участие во втором сражении при Булл-Ран. Несмотря на неплохие способности, его вскоре обошли его дивизионные командиры: Хукер и Керни. 30 октября 1862 года Хейнцельман был отстранен от командования корпусом (корпус передали Джорджу Стоунману) и отправлен командовать обороной Вашингтона. Подчинённые ему части на тот момент входили в состав Потомакской армии, но когда 26 января 1863 года главнокомандующим Потомакской армией стал Джозеф Хукер, Хенцельман подал протест, не желая быть в подчинении своего прежнего подчинённого. Протест был удовлетворён и Вашингтонский департамент вывели из подчинения Потомакской армии.
До конца войны он командовал Северным Департаментом. 24 августа 1865 года он покинул Добровольческую армию США.

## Послевоенная деятельность
После войны Хейнцельман командовал 17-м пехотным полком, затем служил в форте Сан-Антонио (апрель — май 1866) и на различных иных постах до 1869 года. 22 февраля 1869 года, прослужив в армии 62 года, Хейнцельман ушел в отставку в звании генерал-майора. Он умер в Вашингтоне в возрасте 73 лет. Его похоронили на Форест-Лоун-Семетери в Буффало.